# Lorenzo Cardella
Lorenzo Cardella (Lucca, 27 de noviembre de 1734-Roma, 2 de junio de 1822) fue un eclesiástico e historiador italiano. 
Hijo de Giuseppe Cardella y de Elisabetta Crendler, hizo sus estudios en el seminario de su ciudad natal, en Roma y Perugia. En 1769 entró en los sacerdotes del oratorio de San Girolamo della Caritá, de donde cuatro años después pasó al seminario de Frascati como confesor y predicador de la buena muerte. En 1785 se trasladó al convento de la Santísima Trinidad de los peregrinos de Roma, entrando como sacristán en la iglesia de Santa María de la Orazione; en 1791 fue párroco de la iglesia de SS. Vincenzo y Anastasio alla Regola; en 1803 capellán de la Compañía de la Muerte, y en 1808 canónigo de Frascati. 
Afectado en 1809 por una apoplejía que le dejó paralizado el lado izquierdo, pasó sus últimos años recluido en su residencia hasta su muerte, ocurrida en 1822 a los 88 años de edad.
Dejó escrita la vida de todos los cardenales hasta el tiempo de Benedicto XIV en una obra titulada Memorie storiche de cardinali della Santa romana chiesa, diez volúmenes publicados en Roma entre los años 1792-97 que tuvieron una gran acogida entre la comunidad eclesiástica. 